# Stephan Berend von Dewitz
Stephan Berend von Dewitz (ur. 21 marca 1672, zm. 8 marca 1728) – był pruskim starostą (Landrat). Do śmierci kierował powiatem Daber-Naugard-Dewitz na Pomorzu Zachodnim.

## Rodzina
Pochodził ze szlacheckiej rodziny Dewitz, która posiadała na Pomorzu rozległe dobra. Właściwości te stanowiły znaczną część powiatu Daber-Naugard-Dewitz. Jego ojciec Joachim Balthasar von Dewitz (1636–1699) był generałem brandenbursko-pruskim, ostatnio dowódcą twierdzy Kolberg. Jego matka urodziła się jako von Mörner. Był żonaty z Louise Emilie (zm. 1760), córką generała dywizji Johanna Antona von Zietena. Jego syn Carl Joseph von Dewitz (1718–1753) został wiceprezesem rządu pomorskiego i dyplomatą.

## Kariera
- Służył w armii pruskiej na koniach w pułku korpusowym
- Dosłużył się stopnia podpułkownika
- Został starostą powiatu Daber-Naugard-Dewitz
- W General Teutschen Adels-Lexicon (1774) został scharakteryzowany jako „wielki miłośnik przepychu i wydatków”[3]
- Dewitz był spadkobiercą Hoffelde, Wussow i Roggow.
- Funkcję starosty sprawował aż do śmierci
- Jego następcą został jego krewny Christian Heinrich von Dewitz.